# Universitätsarchiv der Technischen Universität Dresden

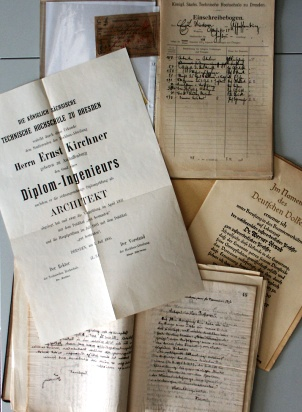
Archivalien im Universitätsarchiv

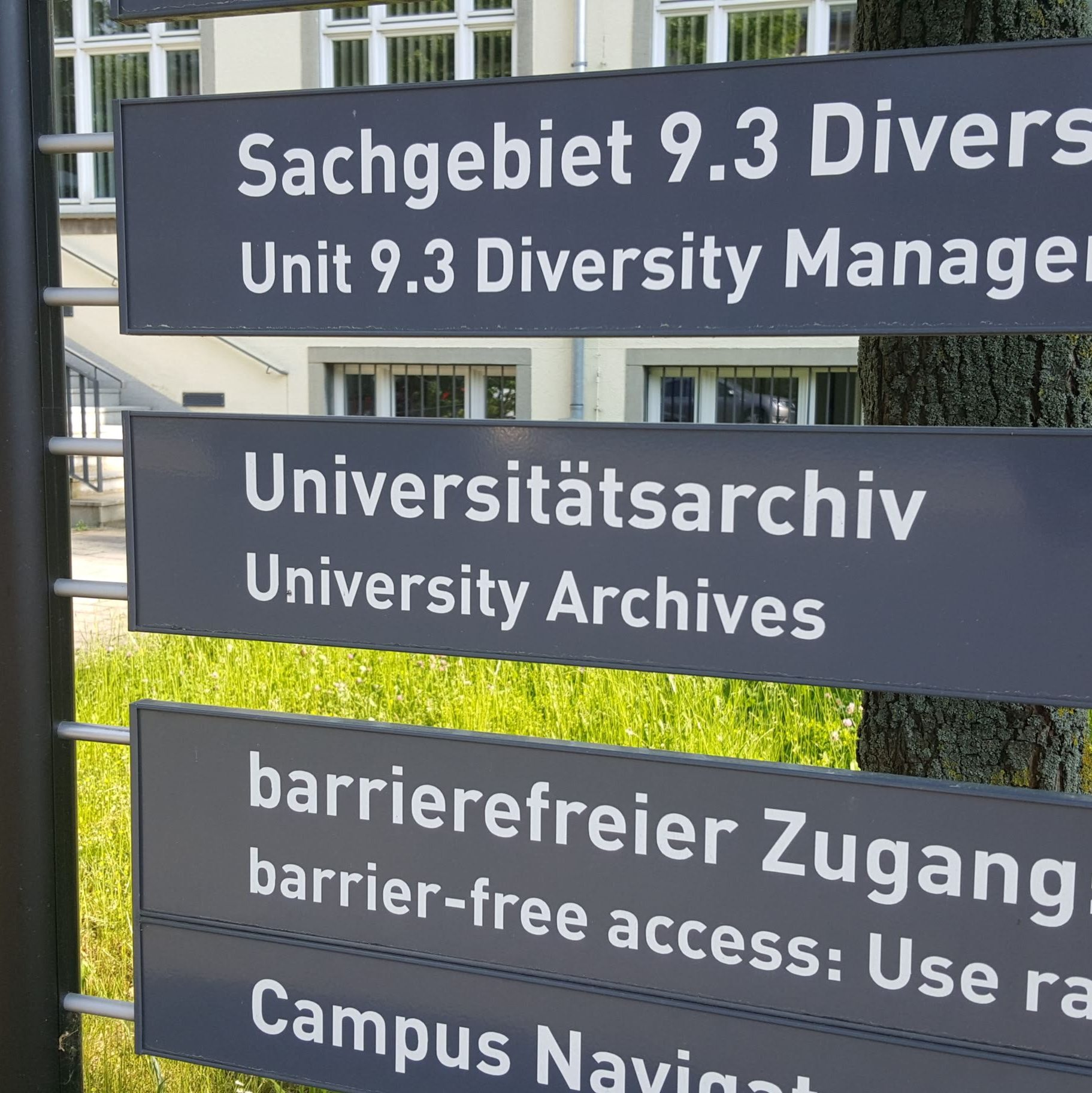
Hinweisschild an der Mommsenstraße

Das Universitätsarchiv der Technischen Universität Dresden ist seit seiner Gründung eine zentrale Einrichtung der Universität, welche gleichzeitig Verwaltungsaufgaben aber auch wissenschaftliche Aufgabenstellungen bearbeitet.

## Geschichte
Schon weit vor 1945 bestanden verschiedene Registraturen in der Hochschulverwaltung, den Abteilungen und den ab 1941 entstandenen Fakultäten. Bereits im Jahr 1855 wurde an der damaligen polytechnischen Schule der Einsatz eines Expedienten zur Führung des Archivs vorgeschrieben. Damit konnte eine gewisse zentrale Archivierung wichtiger Schul- und Hochschuldokumente gewährleistet werden.
Die größten Verluste an Archivalien hatte das Archiv durch die Kriegseinwirkungen im Februar 1945 zu verkraften. Die zu diesem Zeitpunkt entstandenen Überlieferungslücken wichtiger Informationen lassen sich teilweise bis zum heutigen Tag nicht mehr schließen.
Mit dem Wiederbeginn des Studienbetriebes im Jahr 1946 sowie dem weiteren Ausbau von Forschung und Lehre, wuchs die Verwaltungsarbeit sehr rasch. Die Organisation der Schriftgutverwaltung und die Nachweisführung wichtiger Hochschuldokumente bekam daher einen immer größeren Stellenwert. Mit der Bildung eines Hochschularchivs war eine systematische Übernahme und Ablage der wesentlichen Unterlagen gegeben. Darüber hinaus konnten nun auch die Restbestände verschiedener Altregistraturen an einer zentralen Stelle konzentriert, bearbeitet und archivarisch erschlossen werden.
Die weitere Entwicklung des Universitätsarchivs und der Archivarbeit ging, wie in den anderen Universitätsarchiven der DDR auch, konform mit der entstehenden Archivgesetzgebung (ab 1951) und des Archivwesens in der DDR. In diesem Zusammenhang wurde erstmals eine Fachkraft für die Ordnung und Verzeichnung der Archivalien eingestellt. Das Universitätsarchiv der Technischen Universität Dresden wurde damit offiziell am 1. Mai 1952 als Hochschularchiv der damaligen Technischen Hochschule Dresden als zentrale sowie eigenständige Institution eröffnet.
Auf der Grundlage planmäßiger Aktenübernahmen aus den Strukturen der Hochschule bzw. der 1961 entstandenen Universität wuchs das Archiv kontinuierlich.
Grundlegendes Hilfsmittel zur planmäßigen und einheitlichen Erschließung von Archivbeständen waren v. a. die Ordnungs- und Verzeichnungsgrundsätze für das Archivwesen der DDR.
Mit der politischen Wende 1990 nahmen die Arbeitsaufgaben der Archivare deutlich zu. Neben großen Aktenübernahmen von aufgelösten wissenschaftlichen Einrichtungen im Dresdner Raum, musste eine Flut vielfältiger Anfragen (zu Rentenberechnungen, Studiennachweisen, Studienformen, Rehabilitierungen und wissenschaftlichen Themen) bewältigt werden. Gleichzeitig wurde ein starker Anstieg wissenschaftlicher Nutzungen verzeichnet.
Durch die Einführung von Personalcomputern und dem Aufbau des Internets vollzogen sich tiefgreifende Veränderungen im Tätigkeitsspektrum der Archivare. Damit verbunden waren einerseits die Möglichkeit einer wesentlich intensiveren Erschließung und Verzeichnung der Archivalieninhalte sowie andererseits die bessere Darstellung des Archivs und dessen Aufgabenstellungen in der Öffentlichkeit. Vielfältige Datenbanken (u. a. zu den Alumni) konnten aufgebaut und im Internet dem interessierten Nutzer zugänglich gemacht werden. Wichtige Findbücher und Repositorien sind nunmehr im Netz einseh- und recherchierbar oder können bei Bedarf über das Internet bereitgestellt werden. Zur Unterstützung wissenschaftlicher Fragestellungen werden Fundstellenübersichten per Mail zur Verfügung gestellt. Dies bietet dem Fragesteller schon vor der Nutzung die Möglichkeit, sich einen Überblick über relevante Archivalien zu verschaffen und einzusehende Dokumente im Voraus auszuwählen. Zukünftig wird die langfristige Archivierung und damit die dauerhafte Erhaltung und der Zugang zu wichtigen digitalen Informationen sowie digital vorliegenden Überlieferungen ein wesentliches Tätigkeitsfeld der Archivare darstellen.
Die Informationswissenschaften werden daher auch für Archivare zu einem bedeutenden Tätigkeitsschwerpunkt.
Das Universitätsarchiv ist seit Jahren aktiv an der Weiterführung und Pflege der Zentralen Datenbank Nachlässe des Bundesarchivs beteiligt. Ebenfalls ist die Mitarbeit im Archivportal Deutschland im Aufbau begriffen.

## Bestände
Der Gesamtbestand des Universitätsarchivs umfasst heute etwa 7000 laufende Meter (lfm) Archivalieneinheiten sowie Zeichnungen und Pläne, etwa 500.000 Negative, Abzüge und Dias. Allein der Gesamtumfang der Studentenakten wuchs seit 1945 auf über 500.000 Akten an. Umfangreiche Sammlungen (wie z. B. die Medaillensammlung) oder Spezialinventare zur Universitätsgeschichte sowie eine Archivbibliothek bilden weitere wichtige Hilfsmittel zur Erforschung der vielschichtigen Geschichte der wissenschaftlichen Institution.
Vor allem im Zuge von Auflösungen oder der Integration wissenschaftlicher Institutionen v. a. im Dresdner Raum, wurde eine Vielzahl an Beständen integrierter Einrichtungen mit übernommen. Neu hinzu kommen langfristig aufzubewahrende Digitalisate sowie umfangreiche Datenbanken.
Der zeitliche Umfang des Gesamtbestandes erstreckt sich etwa von 1810 bis zum Jahr 2000 und bildet die Entwicklung der TU Dresden von der Technischen Bildungsanstalt noch auf der Brühlschen Terrasse bis zur modernen Universität in seiner schriftlichen Überlieferung ab. Das Archiv ist eine öffentliche Einrichtung und kann vom interessierten Nutzer nach Antragstellung eingesehen werden. Wissenschaftliche Anfragen und Benutzungen sind kostenfrei. Ebenfalls stellt das Universitätsarchiv Kopien und Scans (Digitalisate) zur Verfügung.
Um zukünftig die schriftlichen Überlieferungen der Universität lückenlos dokumentieren zu können, ist das Archiv auf die kontinuierlichen Aktenübergaben der Aktenbildner (Registraturbildner) in seinem Zuständigkeitsbereich angewiesen. Darüber hinaus werden persönliche Dokumentationen, Vorlässe und Nachlässe von ehemaligen Wissenschaftlern, herausragenden Alumni oder anderen bedeutenden Persönlichkeiten, die mit der Universität in enger Verbindung standen, aufgenommen.
Den rechtlichen Rahmen für die Arbeit der Archivare bilden das Bundesarchivgesetz, das Archivgesetz des Landes Sachsen, das Kulturgutschutzgesetz, das Urheberrecht sowie das Datenschutzgesetz.

## Archivtektonik und Bestandsaufbau im Archiv der TU Dresden

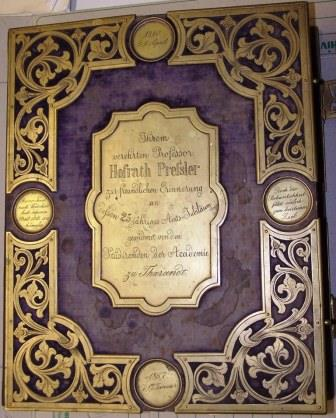
Fotoalbum um/nach 1867 im Nachlass von Prof. Pressler aus Tharandt

- Altbestand
- Forstakademie Tharandt (mit studentischen Matrikeleinträgen, 1929 integriert)
- Rektorat ab 1945
- Verwaltungsdirektor, Kanzler und zentrale Verwaltung von 1945–2000
- Fakultäten 1946–1968
- Sektionen 1968/69–1990
- Fakultäten ab 1990
- Archive von integrierten wissenschaftlichen Einrichtungen (Pädagogische Hochschule Dresden, Ingenieurhochschule Dresden, Verkehrshochschule Dresden, Medizinische Akademie Dresden)
- Studentenakten (mit Lücken seit 1828)
- Graduierungsakten (Promotions- und Habilitationsakten ab 1945)
- Personalakten ab 1945
- Nachlässe, Vorlässe und persönliche Sammlungen ehemaliger Wissenschaftler und Alumni (auch integrierter Wissenschaftsinstitutionen)
- bestandsübergreifende Sammlungen und Inventare (wie Professorenkatalog, Fotosammlungen, Medaillensammlung, Plan- und Zeichnungssammlung)
- Medienarchiv des Universitätsarchivs
- Präsenzbibliothek zur Hochschul- und Wissenschaftsgeschichte
- Fremdbestände (u. a. Nachlass Theodor Tupetz, Fachschule für Forstwirtschaft Tharandt)

## Mitgliedschaften des Universitätsarchivs
- Mitarbeit Zentrale Nachlassdatenbank im Bundesarchiv
- Mitglied im Archivportal-D; externe Seite: https://www.archivportal-d.de/
- Mitarbeit im Netzwerk Mitteldeutscher Archive
- Mitglied bei photo.dresden.de
- Verband deutscher Archivarinnen und Archivare